# Kammerfrøken
Kammerfrøken før Kammerjomfru, var en funktion ved Det Kongelige Danske Hof. 